# Нью-Гоуп (Пенсільванія)
Нью-Гоуп (англ. New Hope) — місто (англ. borough) в США, в окрузі Бакс штату Пенсільванія. Населення — 2612 особи (2020).

## Географія
Нью-Гоуп розташований за координатами 40°21′41″ пн. ш. 74°57′24″ зх. д. / 40.36139° пн. ш. 74.95667° зх. д. (40.361358, -74.956796).  За даними Бюро перепису населення США в 2010 році місто мало площу 3,67 км², з яких 3,29 км² — суходіл та 0,38 км² — водойми.

### Клімат
| Клімат : Нью-Гоуп       | Клімат : Нью-Гоуп | Клімат : Нью-Гоуп | Клімат : Нью-Гоуп | Клімат : Нью-Гоуп | Клімат : Нью-Гоуп | Клімат : Нью-Гоуп | Клімат : Нью-Гоуп | Клімат : Нью-Гоуп | Клімат : Нью-Гоуп | Клімат : Нью-Гоуп | Клімат : Нью-Гоуп | Клімат : Нью-Гоуп | Клімат : Нью-Гоуп |
| Показник                | Січ.              | Лют.              | Бер.              | Квіт.             | Трав.             | Черв.             | Лип.              | Серп.             | Вер.              | Жовт.             | Лист.             | Груд.             | Рік               |
| Абсолютний максимум, °C | 21,9              | 25,7              | 30,9              | 34,7              | 34,9              | 36,1              | 39,6              | 38,1              | 36,8              | 32,2              | 27,3              | 24,0              | 39,6              |
| Середній максимум, °C   | 4,2               | 6,2               | 10,8              | 17,4              | 22,9              | 27,9              | 30,3              | 29,3              | 25,4              | 19,1              | 12,9              | 6,7               | 17,8              |
| Середня температура, °C | −0,6              | 1,0               | 5,2               | 11,1              | 16,4              | 21,6              | 24,2              | 23,3              | 19,3              | 12,8              | 7,4               | 2,0               | 12,0              |
| Середній мінімум, °C    | −5,4              | −4,2              | −0,5              | 4,7               | 9,9               | 15,3              | 18,1              | 17,3              | 13,1              | 6,4               | 2,0               | −2,7              | 6,2               |
| Абсолютний мінімум, °C  | −25               | −20               | −16,9             | −8,1              | 0,2               | 4,8               | 8,3               | 5,3               | 0,4               | −4,3              | −11,7             | −18,4             | −25               |
| Норма опадів, мм        | 88                | 70                | 105               | 104               | 108               | 115               | 131               | 102               | 112               | 102               | 96                | 105               | 1236              |
| Вологість повітря, %    | 65.8              | 62.1              | 57.9              | 57.1              | 61.9              | 66.5              | 66.4              | 69.0              | 70.0              | 69.0              | 67.6              | 67.5              | 65.1              |
| ----------------------- | ----------------- | ----------------- | ----------------- | ----------------- | ----------------- | ----------------- | ----------------- | ----------------- | ----------------- | ----------------- | ----------------- | ----------------- | ----------------- |
| Джерело: PRISM          |                   |                   |                   |                   |                   |                   |                   |                   |                   |                   |                   |                   |                   |

## Демографія
Згідно з переписом 2010 року, у селищі мешкало 2528 осіб у 1258 домогосподарствах у складі 576 родин. Густота населення становила 688 осіб/км².  Було 1398 помешкань (381/км²).
Расовий склад населення:
| - 93,2 % — білих - 1,9 % — азіатів - 1,1 % — чорних або афроамериканців - 0,1 % — корінних американців - 2,3 % — осіб інших рас |

До двох чи більше рас належало 1,5 %. Частка іспаномовних становила 7,3 % від усіх жителів.
За віковим діапазоном населення розподілялося таким чином: 17,2 % — особи молодші 18 років, 66,7 % — особи у віці 18—64 років, 16,1 % — особи у віці 65 років та старші. Медіана віку мешканця становила 46,5 року. На 100 осіб жіночої статі у селищі припадало 108,4 чоловіків;  на 100 жінок у віці від 18 років та старших — 106,1 чоловіків також старших 18 років.
Середній дохід на одне домашнє господарство  становив 142 095 доларів США (медіана — 74 238), а середній дохід на одну сім'ю — 204 153 долари (медіана — 131 583). За межею бідності перебувало 4,0 % осіб, у тому числі 0,0 % дітей у віці до 18 років та 2,1 % осіб у віці 65 років та старших.
Цивільне працевлаштоване населення становило 1309 осіб. Основні галузі зайнятості: освіта, охорона здоров'я та соціальна допомога — 18,6 %, виробництво — 14,4 %, науковці, спеціалісти, менеджери — 14,0 %.